# Варендорф
Варендорф (нем. Warendorf) — город в Германии, центр одноимённого района, расположен в земле Северный Рейн-Вестфалия.
Вместе с районом Варендорф входит в административный округ Мюнстер. Площадь — 176,75 км². Население — 38 375 человек (31 декабря 2007 года). Официальный код — 05 5 70 052.

## Фотографии

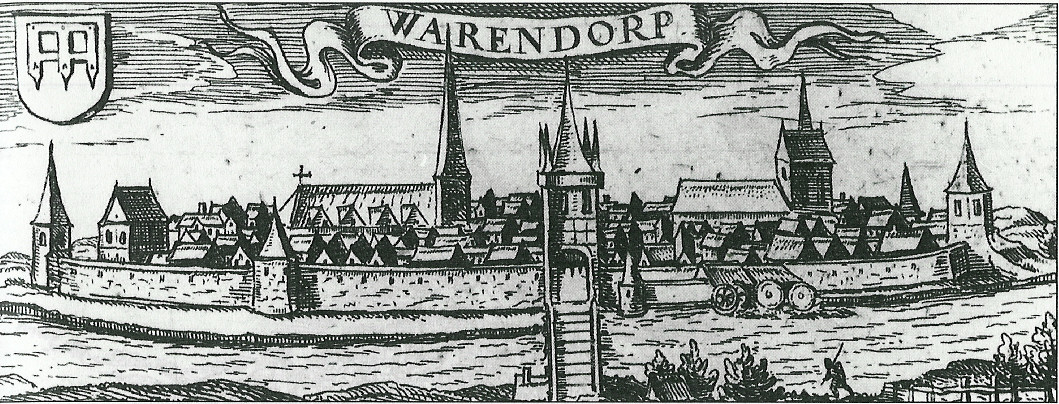
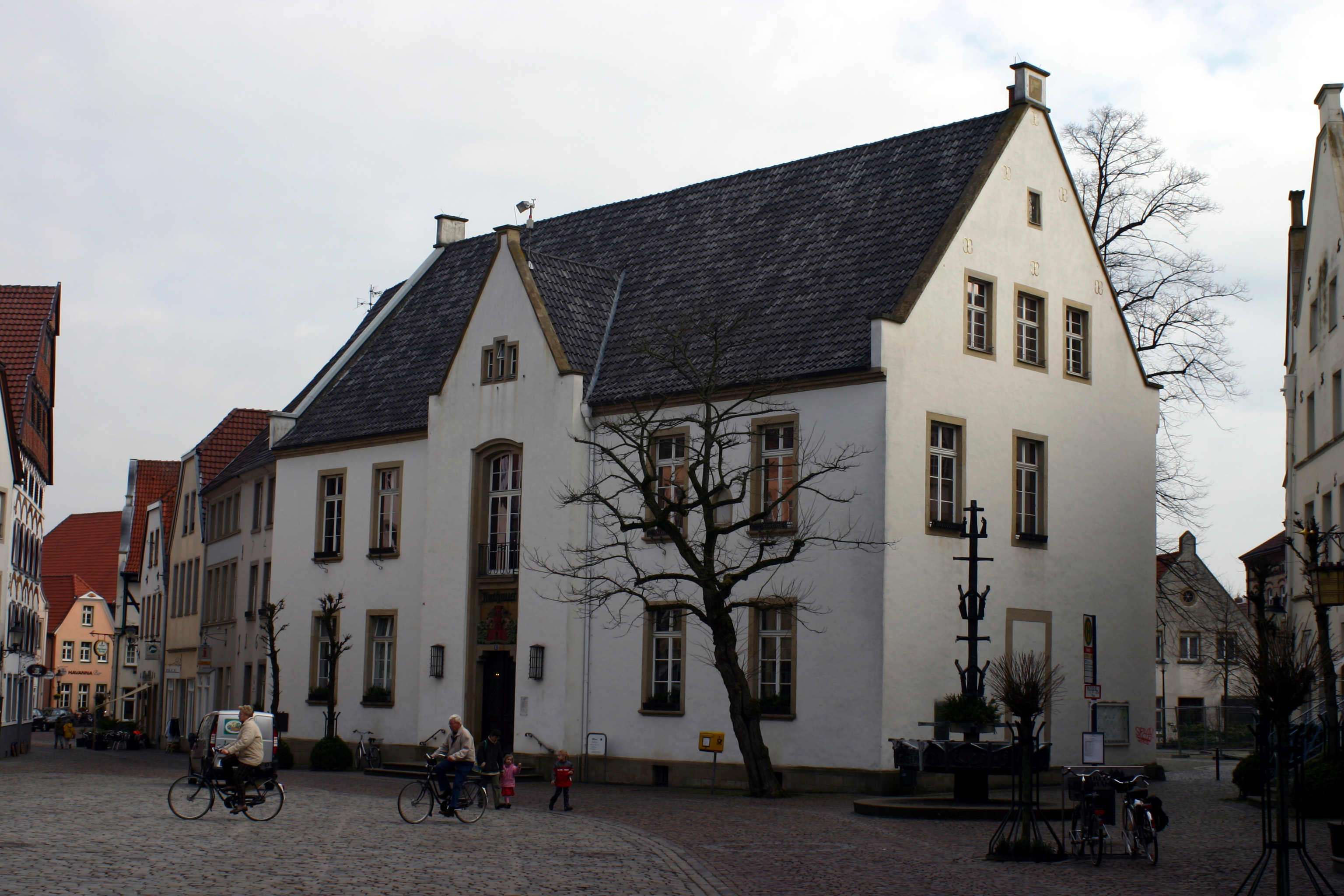
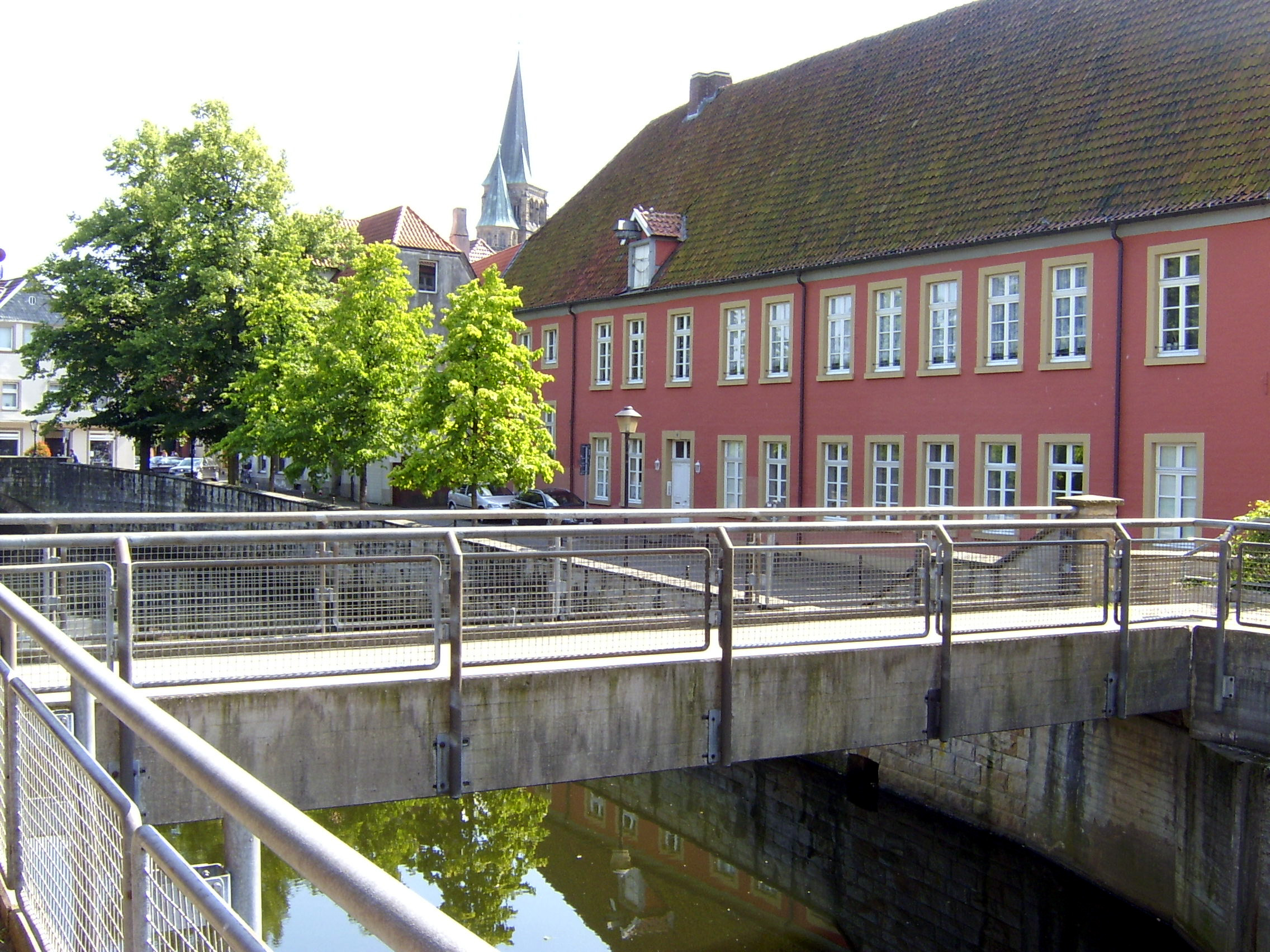
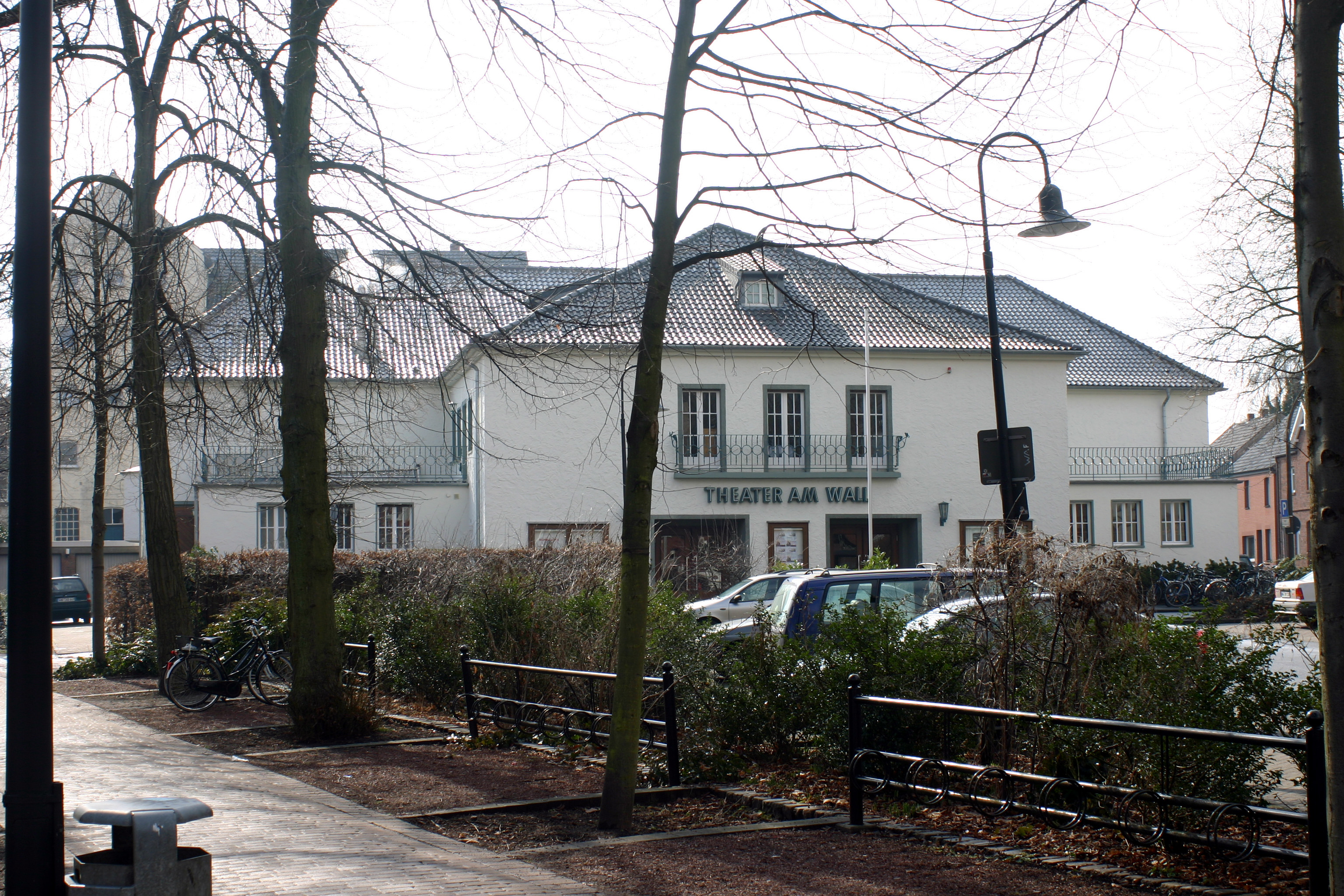
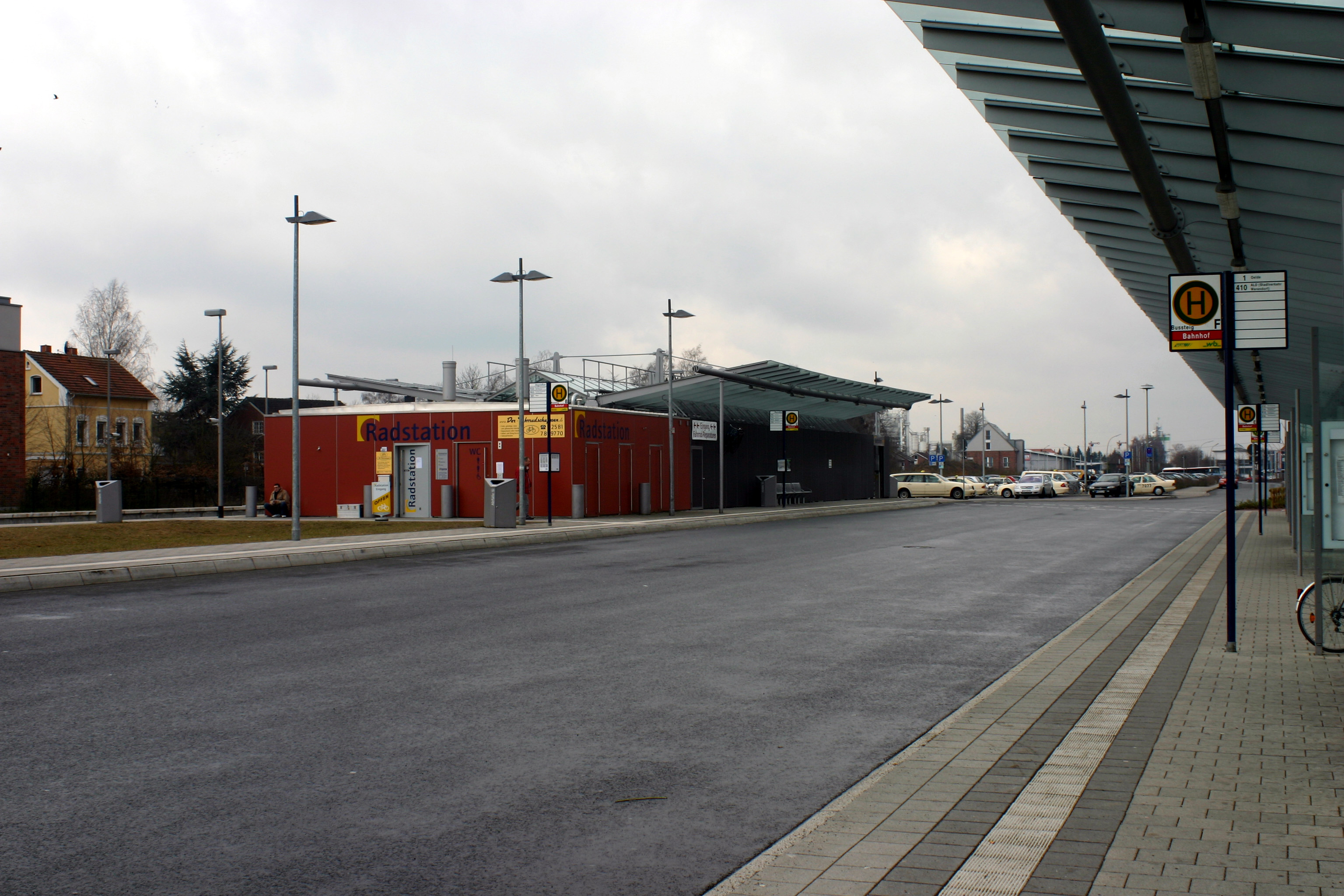